# Granada Club de Fútbol 2020-2021
Questa voce raccoglie le informazioni riguardanti il Granada Club de Fútbol nelle competizioni ufficiali della stagione 2020-2021.

## Maglie e sponsor
| Casa | Trasferta | Terza divisa |

Sponsor ufficiale: Winamax
Fornitore tecnico: Nike

## Rosa
In corsivo i calciatori ceduti durante la stagione
| N. |                       | Ruolo | Calciatore        |
| -- | --------------------- | ----- | ----------------- |
| 1  | Portogallo (bandiera) | P     | Rui Silva         |
| 2  | Francia (bandiera)    | D     | Dimitri Foulquier |
| 3  | Argentina (bandiera)  | D     | Nehuén Pérez      |
| 4  | Francia (bandiera)    | C     | Maxime Gonalons   |
| 5  | Spagna (bandiera)     | C     | Luis Milla        |
| 6  | Spagna (bandiera)     | D     | Germán Sánchez    |
| 7  | Colombia (bandiera)   | A     | Luis Suárez       |
| 8  | Camerun (bandiera)    | C     | Yan Brice Eteki   |
| 9  | Spagna (bandiera)     | A     | Roberto Soldado   |
| 10 | Spagna (bandiera)     | C     | Antonio Puertas   |
| 11 | Venezuela (bandiera)  | A     | Darwin Machís     |
| 12 | Nigeria (bandiera)    | C     | Ramon Azeez       |
| 12 | Portogallo (bandiera) | C     | Domingos Quina    |
| 13 | Spagna (bandiera)     | P     | Aarón Escandell   |
| 14 | Spagna (bandiera)     | C     | Fede Vico         |
| 15 | Spagna (bandiera)     | D     | Carlos Neva       |
| 16 | Spagna (bandiera)     | D     | Víctor Díaz       |
| 17 | Spagna (bandiera)     | D     | Quini             |
| 18 | Colombia (bandiera)   | D     | Neyder Lozano     |
| 18 | Spagna (bandiera)     | D     | Adrián Marín      |

| N. |                       | Ruolo | Calciatore          |
| -- | --------------------- | ----- | ------------------- |
| 19 | Spagna (bandiera)     | C     | Ángel Montoro       |
| 20 | Spagna (bandiera)     | D     | Jesús Vallejo       |
| 21 | Venezuela (bandiera)  | C     | Yangel Herrera      |
| 22 | Portogallo (bandiera) | D     | Domingos Duarte     |
| 23 | Spagna (bandiera)     | A     | Jorge Molina        |
| 24 | Brasile (bandiera)    | A     | Kenedy              |
| 26 | Spagna (bandiera)     | C     | Alberto Soro        |
| 27 | Spagna (bandiera)     | C     | Antonio Aranda      |
| 28 | Spagna (bandiera)     | C     | Pepe Sánchez        |
| 29 | Spagna (bandiera)     | C     | Isma Ruiz           |
| 31 | Spagna (bandiera)     | P     | Arnau Fàbrega       |
| 33 | Spagna (bandiera)     | A     | Echu                |
| 34 | Spagna (bandiera)     | D     | Raúl Torrente       |
| 36 | Argentina (bandiera)  | C     | Juan Ignacio Brunet |
| 37 | Spagna (bandiera)     | C     | Álvaro Bravo        |
| 38 | Spagna (bandiera)     | A     | Dani Plomer         |
| 41 | Spagna (bandiera)     | P     | Ángel Jiménez       |
| 42 | Spagna (bandiera)     | D     | Sergio Barcia       |
| 44 | Ghana (bandiera)      | D     | Kingsley Fobi       |

## Calciomercato

### Sessione estiva
| Acquisti         | Acquisti              | Acquisti        | Acquisti                   |
| R.               | Nome                  | da              | Modalità                   |
| ---------------- | --------------------- | --------------- | -------------------------- |
| A                | Luis Suárez           | Watford         | definitivo (7 milioni €)   |
| C                | Luis Milla            | Tenerife        | definitivo (5 milioni €)   |
| C                | Maxime Gonalons       | Roma            | definitivo (4 milioni €)   |
| A                | Alberto Soro          | Real Madrid     | definitivo (2,5 milioni €) |
| D                | Dimitri Foulquier     | Watford         | definitivo (2 milioni €)   |
| A                | Jorge Molina          | Getafe          | gratuito                   |
| A                | Kenedy                | Chelsea         | prestito                   |
| D                | Nehuén Pérez          | Atlético Madrid | prestito                   |
| D                | Jesús Vallejo         | Real Madrid     | prestito                   |
| Altre operazioni |                       |                 |                            |
| R.               | Nome                  | da              | Modalità                   |
| D                | Bernardo Cruz         | Numancia        | fine prestito              |
| C                | José Antonio González | Córdoba         | fine prestito              |

| Cessioni         | Cessioni              | Cessioni          | Cessioni      |
| R.               | Nome                  | a                 | Modalità      |
| ---------------- | --------------------- | ----------------- | ------------- |
| A                | Álvaro Vadillo        | Celta Vigo        | gratuito      |
| D                | Bernardo Cruz         | Córdoba           | gratuito      |
| D                | İsmail Köybaşı        | Çaykur Rizespor   | gratuito      |
| C                | José Antonio González | Recreativo Huelva | gratuito      |
| A                | Antoñín               | Rayo Vallecano    | prestito      |
| D                | Álex Martínez         |                   | svincolato    |
| Altre operazioni |                       |                   |               |
| R.               | Nome                  | da                | Modalità      |
| D                | Jesús Vallejo         | Real Madrid       | prestito      |
| A                | Carlos Fernández      | Siviglia          | fine prestito |
| A                | Gil Dias              | Monaco            | fine prestito |
| C                | Maxime Gonalons       | Roma              | fine prestito |
| D                | Dimitri Foulquier     | Watford           | fine prestito |
| D                | José Antonio Martínez | Eibar             | fine prestito |

#### Sessione invernale
| Acquisti | Acquisti       | Acquisti | Acquisti |
| R.       | Nome           | a        | Modalità |
| -------- | -------------- | -------- | -------- |
| D        | Adrián Marín   | Alavés   | gratuito |
| C        | Domingos Quina | Watford  | prestito |

| Cessioni | Cessioni    | Cessioni     | Cessioni |
| R.       | Nome        | a            | Modalità |
| -------- | ----------- | ------------ | -------- |
| C        | Ramon Azeez | FC Cartagena | prestito |

## Risultati

### Primera División

#### Girone di andata
| Arbitro: | Mateu Lahoz |

|                             |           |  |
| Y. Herrera 49’ L. Milla 53’ | Marcatori |  |

| Arbitro: | Del Cerro Grande |

|                       |           |            |
| Soldado 7’ Machís 79’ | Marcatori | 22’ Joselu |

| Arbitro: | Estrada Fernández |

|                                                                            |           |            |
| Diego Costa 9’ Correa 47’ João Félix 65’ M. Llorente 72’ Suárez 85’, 90+3’ | Marcatori | 87’ Molina |

| Arbitro: | González Fuertes |

|                         |           |  |
| Suárez 22’ Machís 45+1’ | Marcatori |  |

| Arbitro: | Alberola Rojas |

|          |           |            |
| Alejo 7’ | Marcatori | 27’ Germán |

| Arbitro: | González Fuertes |

|                |           |  |
| Y. Herrera 82’ | Marcatori |  |

| Arbitro: | Gil Manzano |

|  |           |                      |
|  | Marcatori | 45+2’ (rig.) Montoro |

| Arbitro: | Jaime Latre |

|           |           |          |
| Machís 8’ | Marcatori | 34’ Vezo |

| Arbitro: | Del Cerro Grande |

|                                  |           |  |
| Monreal 22’ Oyarzabal 27’ (rig.) | Marcatori |  |

| Arbitro: | Medié Jiménez |

|            |           |                                       |
| Duarte 63’ | Marcatori | 45+2’ Plano 53’ Marcos André 90’ Jota |

| Arbitro: | De Mera Escuderos |

|                                  |           |            |
| Nolito 27’ Baeza 81’ Beltrán 85’ | Marcatori | 25’ Suárez |

| Arbitro: | Alberola Rojas |

|                                  |           |                                          |
| Suárez 43’ Molina 88’ Germán 90’ | Marcatori | 21’ M. Rico 49’ Borja García 82’ Okazaki |

| Arbitro: | González Fuertes |

|  |           |            |
|  | Marcatori | 42’ Suárez |

| Arbitro: | Sánchez Martínez |

|                         |           |  |
| Soldado 14’ (rig.), 20’ | Marcatori |  |

| Arbitro: | Martínez Munuera |

|                            |           |  |
| Casemiro 57’ Benzema 90+3’ | Marcatori |  |

| Arbitro: | Cordero Vega |

|                         |           |             |
| Kenedy 45+3’ Molina 88’ | Marcatori | 36’ Gameiro |

| Arbitro: | Mateu Lahoz |

|              |           |  |
| Gil 55’, 76’ | Marcatori |  |

| Arbitro: | De Burgos Bengoetxea |

|  |           |                                   |
|  | Marcatori | 12’, 63’ Griezmann 35’, 42’ Messi |

| Arbitro: | Pizarro Gómez |

|                                 |           |                        |
| Rubén Peña 29’ Gómez 65’ (rig.) | Marcatori | 21’ Soldado 75’ Kenedy |

#### Girone di ritorno
| Arbitro: | Estrada Fernández |

|                                |           |                 |
| Budimir 27’, 39’ Moncayola 86’ | Marcatori | 50’ Luis Suárez |

| Granada 31 gennaio 2021, ore 18:30 CET 21ª giornata | Granada          | 0 – 0 referto | Celta Vigo | Nuevo Estadio de Los Cármenes (0 spett.)\| Arbitro: \| Del Cerro Grande \| |
| Arbitro:                                            | Del Cerro Grande |               |            |                                                                            |

| Arbitro: | Cordero Vega |

|                  |           |                          |
| Morales 30’, 67’ | Marcatori | 43’ Kenedy 90+2’ Soldado |

| Arbitro: | Mateu Lahoz |

|             |           |                            |
| Herrera 66’ | Marcatori | 63’ M. Llorente 75’ Correa |

| Arbitro: | Soto Grado |

|                                             |           |                   |
| Escriche 31’ Pulido 39’ Foulqier 44’ (aut.) | Marcatori | 8’ Quina 59’ Soro |

| Arbitro: | Jaime Latre |

|                       |           |          |
| Quina 31’ Puertas 79’ | Marcatori | 40’ Boyé |

| Arbitro: | Martínez Munuera |

|                               |           |            |
| Villalibre 3’ Berenguer 90+1’ | Marcatori | 78’ Molina |

| Arbitro: | González Fuertes |

|            |           |  |
| Germán 51’ | Marcatori |  |

| Arbitro: | Alberola Rojas |

|                    |           |             |
| Wass 4’ Blanco 66’ | Marcatori | 90’ Soldado |

| Arbitro: | Cuadra Fernández |

|  |           |                                  |
|  | Marcatori | 9’ (rig.), 30’ 60’ (rig.) Moreno |

| Arbitro: | Del Cerro Grande |

|                     |           |                      |
| Orellana 41’ (rig.) | Marcatori | 78’ Molina 86’ Quina |

| Arbitro: | Jaime Latre |

|                                         |           |          |
| Soldado 21’, 77’ Puertas 37’ Kenedy 81’ | Marcatori | 64’ Kike |

| Arbitro: | De Burgos Bengoetxea |

|                         |           |             |
| Rakitić 16’ Ocampos 53’ | Marcatori | 90’ Soldado |

| Arbitro: | González Fuertes |

|           |           |                       |
| Messi 23’ | Marcatori | 63’ Machís 79’ Molina |

| Arbitro: | De Mera Escuderos |

|  |           |             |
|  | Marcatori | 39’ Sobrino |

| Arbitro: | Soto Grado |

|                   |           |            |
| Iglesias 39’, 87’ | Marcatori | 66’ Machís |

| Arbitro: | Gil Manzano (comitato estremegno) |

|            |           |                                                    |
| Molina 71’ | Marcatori | 17’ Modrić 45+1’ Rodrygo 75’ Odriozola 76’ Benzema |

| Arbitro: | Sánchez Martínez |

|                                            |           |                        |
| Pons 8’ R. Duarte 21’ Joselu 66’ Rioja 72’ | Marcatori | 31’ Molina 63’ Puertas |

| Granada 23 maggio 2021, ore 18:30 CEST 38ª giornata | Granada       | 0 – 0 referto | Getafe | Nuevo Estadio de Los Cármenes (0 spett.)\| Arbitro: \| Medié Jiménez \| |
| Arbitro:                                            | Medié Jiménez |               |        |                                                                         |

### Coppa di Spagna
| Arbitro: | Hernández Hernández |

|  |           |                      |
|  | Marcatori | 1’ Kenedy 26’ Molina |

| Arbitro: | Estrada Fernández |

|             |           |                        |
| Rovirola 3’ | Marcatori | 19’ Molina 116’ Machís |

| Arbitro: | Del Cerro Grande |

|              |           |                     |
| Quintana 76’ | Marcatori | 16’ Fede 28’ Molina |

| Arbitro: | Alberola Rojas |

|  |           |                                                                  |
|  | Marcatori | 9’ Germán 24’ Soro 32’ Vico 34’ Soldado 72’ Foulquier 78’ Molina |

| Arbitro: | Sánchez Martínez |

|                                         |           |                                                      |
| Kenedy 33’ Soldado 47’ Vico 103’ (rig.) | Marcatori | 88’, 100’ Griezmann 90+2’, 113’ Alba 108’ F. de Jong |

### Europa League

#### Fase di Turni preliminari
| Arbitro: | Willy Delajod |

|  |           |                                        |
|  | Marcatori | 5’ Soldado 10’ Kenedy 31’, 46’ Herrera |

| Arbitro: | Serdar Gözübüyük |

|                         |           |  |
| Machís 48’ Molina 90+1’ | Marcatori |  |

#### Spareggi
| Arbitro: | István Kovács |

|            |           |                                    |
| Berget 45’ | Marcatori | 30’ Machís 58’ Puertas 85’ Herrera |

#### Fase a gironi
| Arbitro: | Felix Zwayer |

|             |           |                       |
| Götze 45+1’ | Marcatori | 57’ Molina 66’ Machís |

| Granada 29 ottobre 2020, ore 21:00 CET 2ª giornata | Granada       | 0 – 0 referto | PAOK | Nuevo Estadio de Los Cármenes (0 spett.)\| Arbitro: \| Tiago Martins \| |
| Arbitro:                                           | Tiago Martins |               |      |                                                                         |

| Arbitro: | Ivan Bebek |

|  |           |                       |
|  | Marcatori | 4’ Herrera 63’ Suárez |

| Arbitro: | Stéphanie Frappart |

|                    |           |            |
| Suárez 8’ Soro 73’ | Marcatori | 60’ Asante |

| Arbitro: | Roi Reinshreiber |

|  |           |           |
|  | Marcatori | 38’ Malen |

| Salonicco 10 dicembre 2020, ore 18:55 CET 6ª giornata | PAOK        | 0 – 0 referto | Granada | Stadio Toumba (0 spett.)\| Arbitro: \| John Beaton \| |
| Arbitro:                                              | John Beaton |               |         |                                                       |

#### Fase ad eliminazione diretta
| Arbitro: | Sergej Karasëv |

|                        |           |  |
| Herrera 19’ Kenedy 21’ | Marcatori |  |

| Arbitro: | Daniel Siebert |

|                              |           |             |
| Zieliński 3’ Fabián Ruiz 59’ | Marcatori | 25’ Montoro |

| Arbitro: | Paweł Raczkowski |

|                        |           |  |
| Molina 26’ Soldado 76’ | Marcatori |  |

| Arbitro: | Srđan Jovanović |

|                                      |           |             |
| Vallejo 29’ (aut.) Hestad 90’ (rig.) | Marcatori | 72’ Soldado |

| Arbitro: | Artur Soares Dias |

|  |           |                                   |
|  | Marcatori | 31’ Rashford 90’ (rig.) Fernandes |

| Arbitro: | István Kovács |

|                              |           |  |
| Cavani 6’ Vallejo 90’ (aut.) | Marcatori |  |

## Statistiche

### Statistiche di squadra
| Competizione  | Punti | In casa | In casa | In casa | In casa | In casa | In casa | In trasferta | In trasferta | In trasferta | In trasferta | In trasferta | In trasferta | Totale | Totale | Totale | Totale | Totale | Totale | DR  |
| Competizione  | Punti | G       | V       | N       | P       | Gf      | Gs      | G            | V            | N            | P            | Gf           | Gs           | G      | V      | N      | P      | Gf     | Gs     | DR  |
| ------------- | ----- | ------- | ------- | ------- | ------- | ------- | ------- | ------------ | ------------ | ------------ | ------------ | ------------ | ------------ | ------ | ------ | ------ | ------ | ------ | ------ | --- |
| Liga          | 46    | 19      | 9       | 4       | 6       | 25      | 25      | 19           | 4            | 3            | 12           | 22           | 40           | 38     | 13     | 7      | 18     | 47     | 65     | -18 |
| Coppa del Re  | -     | 1       | 0       | 0       | 1       | 3       | 5       | 4            | 4            | 0            | 0            | 12           | 2            | 5      | 4      | 0      | 1      | 15     | 7      | +8  |
| Europa League | 11    | 7       | 4       | 1       | 2       | 8       | 4       | 8            | 4            | 1            | 3            | 13           | 8            | 15     | 8      | 2      | 5      | 21     | 12     | +9  |
| Totale        | -     | 27      | 13      | 5       | 9       | 36      | 34      | 31           | 12           | 4            | 15           | 47           | 50           | 58     | 25     | 9      | 24     | 83     | 84     | -1  |